# Johan Fredrik Baerenroth
Johan Fredrik Baerenroth, född 29 april 1777, död 24 juli 1835 i Gustavi domkyrkoförsamling, Göteborgs stad, var en svensk domkyrkoorganist i Göteborg.

## Biografi
Johan Fredrik Baerenroth föddes 1777. Han var 1812–1835 domkyrkoorganist i Gustavi domkyrkoförsamling. Baerenroth avled 1835 i Gustavi domkyrkoförsamling.